# Дракула (роман)
Дракула (енгл. Dracula) је најпознатије дело ирског књижевника и писца кратких прича, Брема Стокера. Овај роман, објављен 1897. године, спада у један од најбољих хорора светске литературе.

## Радња романа
Прича о грофу Дракули је испричана у епистоларној форми, односно кроз писма, уносе у дневник и бродске извештаје, као и кроз новинске чланке о чудним догађајима у којима је гроф Дракула учествовао.
Радња се дешава у Трансилванији и Енглеској, а главни је лик гроф Дракула. Џонатан Харкер, адвокат, долази из Енглеске у забачени дворац грофа Дракуле у планинама Трансилваније. Дракула купује посед у Енглеској. Ту Џонатан постаје практично заточеник и заводе га три женска вампира. Касније успева да побегне и врати се у Енглеску.
Дракула бродом одлази у Енглеску, а путем су цела посада и путници убијени. Гроф са собом носи и земљу из родног краја, која му даје снагу. Дракула ускоро среће Вилхелмину „Мину” Мари, Џонатанову вереницу и њену пријатељицу Луси Вестенра. Луси у истом дану добија три брачне понуде: од лорда Артура Годалминга, американца Квинсија Мориса и психијатра Џона Сјуарда. Сјуардов пацијент Ренфилд је лудак који једе инсекте. Он је у стању да примети Дракулино присуство. Ренфилд је пре Харкера био у посети Дракули у Трансилванији.
Са временом, Луси почиње да се чудно понаша. Сви њени просци се брину за њу, а Сјуард позива у помоћ свог старог учитеља, професора Абрахама Ван Хелсинга. Ван Хелсинг одмах примећује Лусино стање (угризао ју је вампир), али то не открива Сјуарду јер не жели да Сјуард изгуби поверење у њега. Сјуард не верује у вампире. Ван Хелсинг покушава да излечи Луси дајући јој трансфузију крви, али без успеха. Луси убрзо умире и сахрањују је. Ускоро почињу да круже приче о крвавој дами која по ноћи уходи и отима децу. Ван Хелсинг схвата да је Луси постала вампир па се поверава Сјуарду, Годалмингу и Морису. Њих четворица проналазе Лусин гроб и убијају је пробијањем колца кроз срце и одсецањем главе. У исто време Џонатан Харкер се враћа из Трансилваније. Мина се придружује Џонатану, али је и Дракула заинтересован за њу.
Након потраге за Дракулом у Лондону, овај се враћа у Трансилванију да поврати снагу. Ван Хелсинг и његови пријатељи га следе. У коначном обрачуну Дракула је убијен пробијањем ножем, као и његове три вампирице. У сукобу је погинуо и Морис. Мина је ослобођена Дракулиног утицаја и сви се враћају у Енглеску.

## Лик грофа Дракуле
Лик Дракуле је вероватно утемељен на влашком (данас у Румунији) владару Владу Цепешу III, који је владао 1446 - 1476, уз прекиде. Влад III је ратовао против Турака и био веома окрутан према непријатељима. Посебно је био познат по набијању непријатеља на колац. Име Дракула је вероватно дериват назива Ред Змаја (Order of the Dragon), витешки ред који је основао угарски краљ и немачки цар Жигмунд Луксембуршки.  Влад II, отац Влада III, Био је члан Реда Змаја. На румунском језику Драгон се чита Drac (од латински Draco). Касније се придодао наставак ул па је Влад II постао познат као Влад Дракул, или Влад Драгон (Влад Змај). Неки критичари су приметили и сличност романа Дракула и дела Carmilla, још једно познато дело о вампирима, чији је аутор Sheridan le Fanu.

## Занимљивости
- Стокер је, врло могуће, инспирацију за Дракулу пронашао у ноћној мори. Судећи по биографу Харију Ладлему, чувени ирски књижевник осетио је да мора да, након једног нелагодног сна, забележи причу о вампирском краљу који се диже из гроба.[2]
- Дракула је роман који је издат 1897. године по први пут, и није постао бестселер тих првих година. Оно што је посебно интересантно о роману је да овај роман никада није био бестселер док је Стокер био жив. Викторијанској публици у тренутку када је роман изашао, он није био ништа више него једна симпатична авантура, и заиста није покупио много позитивних критика. Ипак, након прве филмске верзије почетком 20. века, све више и више читалаца се упустило у ову авантуру и од тада овај роман важи за класик, првенствено јер је на потпуно другачији начин променио поп културу. Такође, Стокер никад није зарадио од овог романа – он је као и други велики уметници умро потпуно без новца. Са друге стране, било је ту и читалаца викторијанске публике који су заволели Дракулу иако није био мега хит. Један од њих био је Артур Конан Дојл, писац Шерлока Холмса, који је послао писмо Стокеру хвалећи Дракулу.[1]
- Иако се радња романа одвија у Трансилванији, Стокер никада није био тамо. Уместо тога, он је истраживао о њој како је најбоље знао и умео.  Чак ни његови највернији читаоци нису уочили разлику, јер је додао детаље из путописа, укључујући и ред вожње возова, имена хотела и тако даље.[2]
- Најпознатији Стокеров роман требало је да се зове Немртви, али му је у последњи час промењено име.[2]